# 21126 Katsuyoshi
21126 Katsuyoshi este un asteroid din centura principală de asteroizi.

## Descriere
21126 Katsuyoshi este un asteroid din centura principală de asteroizi. A fost descoperit pe 19 ianuarie 1993 la Geisei de Tsutomu Seki. Asteroidul prezintă o orbită caracterizată de o semiaxă mare de 2,41 ua, o excentricitate de 0,14 și o înclinație de 7,0° în raport cu ecliptica.